# بازسازی دی‌ان‌ای

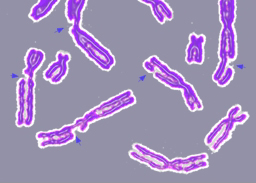
آسیب به دی‌ان‌ای سبب ایجاد چندین شکستگی در کروموزوم‌ها شده‌است.

بازسازی دی‌ان‌ای به مجموعه‌ای از فرایندهای مولکولی گفته می‌شود که در آن یک سلول شناسایی و آسیب وارد شده به دی‌ان‌ای آن اصلاح می‌گردد. به عبارت دیگر، در فرایند بازسازی دی‌ان‌ای، ژنوم سلول مجدداً کدگذاری می‌شود. در سلول‌های انسان، هم فعالیت‌های متابولیکی طبیعی و هم فاکتورهای زیست‌محیطی مانند نور و تشعشع فرابنفش می‌تواند باعث آسیب به دی‌ان‌ای شود. آسیب ژنوم سلول‌های انسان به میزان ۱ میلیون ضایعه مولکولی به ازای هر سلول در هر روز رخ می‌دهد. بیشتر این آسیب‌ها مربوط به ساختار مولکول دی‌ان‌ای است و می‌تواند توانایی سلول را برای رونویسی ژن مؤثر در کدگذاری دی‌ان‌ای تحت تأثیر قرار دهد. آسیب‌های دیگر به صورت بالقوه منجر به ایجاد جهش‌های مضر در ژنوم سلولی می‌شوند که بر روی زنده ماندن سلول‌های دختر بعد از رشتمان اثر می‌گذارد. فرایند بازسازی دی‌ان‌ای به صورت دائمی فعال است و به آسیب وارد شده بر ساختار دی‌ان‌ای پاسخ می‌دهد. زمانی که فرایند بازسازی نرمال دچار مشکل شده و خزان یاخته‌ای رخ نمی‌دهد، این امکان وجود دارد که دی‌ان‌ای آسیب‌دیده و بازسازی‌ناپذیری ایجاد شود. این وضعیت با شکستگی‌ها در رشته دوگانه و هم بری یا اتصال عرضی دی‌ان‌ای همراه خواهد بود. پیوند اشتراکی بین دو تیمین مجاور نتیجه این جهش است. (اتصال عرضی بین رشته‌ای یا ICL
میزان بازسازی دی‌ان‌ای بستگی به فاکتورهای زیادی دارد که شامل نوع، سن و محیط درون سلول می‌باشد. یک سلول ممکن است شامل مقدار زیادی از دی‌ان‌ای‌های آسیب‌دیده یا به صورت بازسازی‌های نامؤثری باشد. چنین شرایطی می‌تواند در یکی از سه حالت زیر رخ دهد:
1. حالت برگشت‌ناپذیر خفتگی یا کمون که به صورت فرایند پیری شناخته شده‌است.
2. زیان رساندن سلول به خود (خودکشی سلول) که تحت عنوان خزان یاخته‌ای یا مرگ برنامه‌ریزی شده سلولی شناخته می‌شود.
3. تقسیم سلولی نامنظم که می‌تواند منجر به شکل‌گیری توموری شود که سرطان نام دارد.

توانایی بازسازی دی‌ان‌ای در یک سلول برای یکپارچگی ژنوم و بنابراین برای عملکرد طبیعی ارگانیسم نیز حیاتی است. بیشتر ژن‌ها به صورت ابتدایی مؤثر بر طول عمر نشان داده شده‌است که بر روی بازسازی دی‌ان‌ای آسیب‌دیده و حفاظت از آن تأثیر دارد.
جایزهٔ نوبل ۲۰۱۵ شیمی به منظور کار بر روی سازوکار مولکولی فرایندهای بازسازی دی‌ان‌ای، به توماس لیندال، پال مودریچ و عزیز سنجر اعطا گردید.

## آسیب به دی‌ان‌ای
دی‌ان‌ای آسیب‌دیده ناشی از فاکتورهای زیست‌محیطی و فرایندهای متابولیک طبیعی در درون سلول، به میزان ۱۰۰۰۰ تا ۱۰۰۰۰۰۰ آسیب و زخم مولکولی به ازای هر سلول در هر روز اتفاق می‌افتد. در حالی که این تنها شامل ۰۰۰۱۶۵/۰ درصد از تقریباً ۶ بیلیون ژنوم بازی (۳ بیلیون جفت باز) است، زخم‌های (آسیب‌های) بازسازی نشده در ژن‌های حیاتی (مانند ژن سرکوبگر غده) می‌توانند مانع توانایی سلول برای اجرای عملکردشان و افزایش ارزیابی احتمال شکل‌گیری تومور و مشارکت در ناهمسانی توموری شود.
اکثر دی‌ان‌ای‌های آسیب‌دیده بر روی ساختار اولیه هلیکس دوگانه اثر می‌گذارند که در این صورت بازها خودشان از نظر شیمیایی تغییر می‌یابند. این تغییرها می‌تواند در ابتدا منجر به تخریب ساختار مارپیچی منظم مولکولی با معرفی پیوندهای شیمیایی غیر وابسته به مکان خاصی یا ترکیب‌های افزایشی حجیم شود که متناسب با ساختار مارپیچی دوگانه استاندارد نیست. برخلاف پروتئین‌ها و آران‌ای، دی‌ان‌ای معمولاً فاقد ساختار جابه‌جاسازی سه اتم یا بنیان است و بنابراین آسیب یا فروپاشی در این سطح رخ نمی‌دهد. به هر حال دی‌ان‌ای فوق مارپیچ و زخم در اطراف پروتئین‌های بسته‌بندی‌کننده، هیستون نام دارد (در یوکاریوت‌ها) و هر دو ساختار فوق به اثرات مربوط به آسیب دی‌ان‌ای آسیب‌پذیر هستند.

### آسیب تک رشته‌ای

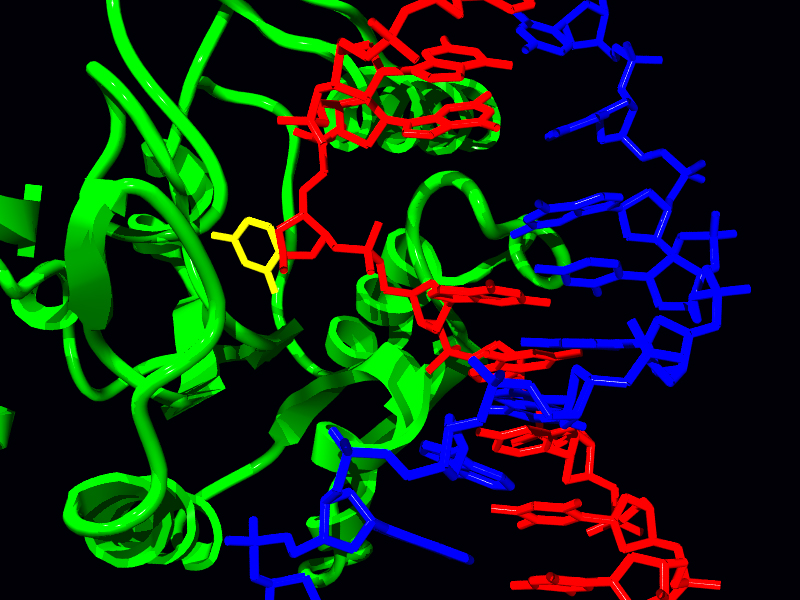
ساختار برشی از آنزیم بازسازی باز یوراسیل- دی‌ان‌ای گلیکوسیلاز. یوراسیل باقی‌مانده به صورت زرد رنگ نشان داده شده‌است.

### شکستگی‌های رشته دوتایی

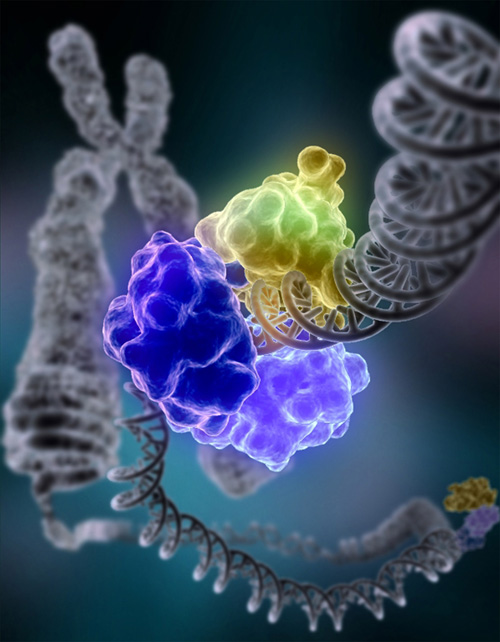
دی‌ان‌ای لیگاز که در بالا نشان داده شده‌است، آسیب کروموزومی را بازسازی می‌نماید و به صورت آنزیمی است که نوکلئوتیدهای شکسته را به هم با کمک کاتالیز شکل‌گیری استر درون نوکلئوتیدی بین چارچوب فسفاتی و نوکلئوتیدهای دئوکسی ریبوز متصل می‌کند.

### اثرات پاتولوژیکی بازسازی دی‌ان‌ای ضعیف

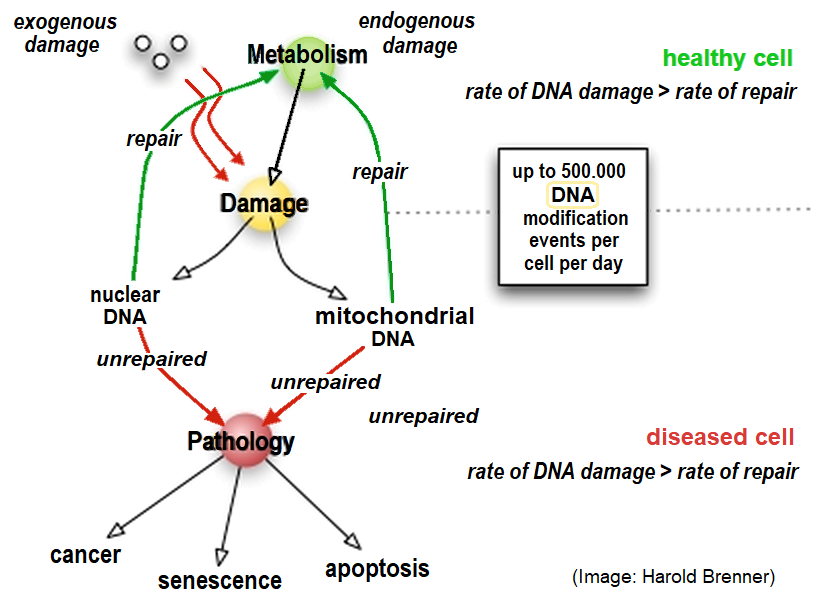
میزان بازسازی دی‌ان‌ای به عنوان عامل مهمی در پاتولوژی سلول محسوب می‌شود.

### افزایش طول عمر و محدود کردن کالری

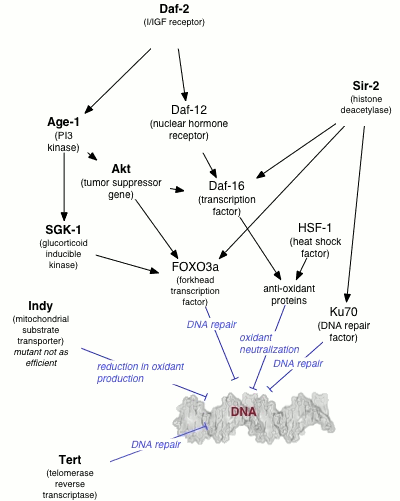
بیشتر مدت زمان زندگی تحت تأثیر ژن‌های مؤثر بر میزان آسیب دی‌ان‌ای است.